# Košarkaški klub Jedinstvo Bijelo Polje
Il Košarkaški klub Jedinstvo Bijelo Polje (cirillico: Кошаркашки клуб Јединство Бијело Поље), comunemente noto come Jedinstvo 1950, è un club di pallacanestro professionistico maschile con sede a Bijelo Polje, Montenegro. La squadra partecipa alla Prima Lega di Pallacanestro Erste (Prva Erste Liga), la massima divisione del campionato montenegrino, e disputa le partite casalinghe nel Palazzetto dello Sport Nikoljac, che ha una capacità di 2.000 spettatori. Il club è sponsorizzato da Meridianbet.
Il club gestisce inoltre una scuola di pallacanestro aperta a tutte le fasce d'età e categorie.

## Storia
Il KK Jedinstvo è stato fondato nel 1950. Dal 1994 al 1998 ha gareggiato con il nome di Jugotes TNN. Durante il periodo della SFR e della RF Jugoslavia, il club ha militato principalmente nelle serie inferiori. La sua unica apparizione nella Prima Divisione risale alla stagione 1994-95, quando si è classificato al 15º posto. Dall’indipendenza del Montenegro e dall’istituzione del campionato nazionale nella stagione 2006-07, il club partecipa regolarmente alla massima serie.

## Classifica per stagione
| Stagione | Livello | Lega             | Posizione                                       |
| -------- | ------- | ---------------- | ----------------------------------------------- |
| 2006-07  | 1       | Prima Lega Erste | 8°                                              |
| 2007-08  | 1       | Prima Lega Erste | 9°                                              |
| 2008-09  | 1       | Prima Lega Erste | 9°                                              |
| 2009-10  | 1       | Prima Lega Erste | 10°                                             |
| 2010-11  | 1       | Prima Lega Erste | 6°                                              |
| 2011-12  | 1       | Prima Lega Erste | 9°                                              |
| 2012-13  | 1       | Prima Lega Erste | 7°                                              |
| 2013-14  | 1       | Prima Lega Erste | 8°                                              |
| 2014-15  | 1       | Prima Lega Erste | 8°                                              |
| 2015-16  | 1       | Prima Lega Erste | 8°                                              |
| 2016-17  | 1       | Prima Lega Erste | 9°                                              |
| 2017-18  | 1       | Prima Lega Erste | 8°                                              |
| 2018-19  | 1       | Prima Lega Erste | 6°                                              |
| 2019-20  | 1       | Prima Lega Erste | Annullato a causa della pandemia di coronavirus |
| 2020-21  | 1       | Prima Lega Erste | 10°                                             |
| 2021-22  | 1       | Prima Lega Erste | 6°                                              |
| 2022-23  | 1       | Prima Lega Erste | 7°                                              |
| 2023-24  | 1       | Prima Lega Erste | 12°                                             |

## Ex cestisti di rilievo
Lista di ex giocatori di rilievo che hanno militato nel club.
| - Mihailo Drobnjak - Goran Sladojević - Ivica Vukotić - Danilo Drašković - Emir Hadžibegović - Duško Ivanović - Nemanja Knežević - Boris Lalović - Arso Leković | - Lazar Smolović - Mladen Šekularac - Dušan Cvetković - Filip Dumic - Ivan Gemaljević - Goran Ignjatović - Aleksandar Ivanović - Dušan Mažibrada - Dragan Mijajlović | - Danilo Mitrović - Miloš Mladenović - Nikola Munjić - Dejan Radulović - Nemanja Rakočević - Miloš Savković - Žarko Stanković - Mirko Tokalić - Vujadin Vorkapić | - Alex Brown - Anthony Chisley - Tyrell Corbin - Anthony Cousin - Daniel Cromwell - David Jackson - Anthony Jones - Andre Woodlin |